# Кайонго-Мутумба, Мартин
Мартин Кайонго-Мутумба (англ. Martin Kayongo-Mutumba; 15 июня 1985, Сольна, Швеция) — угандийский футболист, полузащитник. Выступал в сборной Уганды.

## Клубная карьера
Вырос в пригородном районе Ринкебю, вследствие чего играл в бандане с соответствующей надписью. Впоследствии написал главу для книги о темнокожих подростках из иммигрантских семей в Швеции «Svartskallar — Så funkar vi».
Воспитанник футбольного клуба АИК. Дебют в профессиональном футболе состоялся в 2002 году. В 2004 году выступал во втором дивизионе за «Кафе Опера». С 2005 по 2007 год являлся игроком финского «Интера» из Турку. Участвовал в Кубке Интертото 2005. В 2006 году за драку был приговорён к общественным работам. В 2008 году вернулся в Швецию, где играл за «Весбю Юнайтед». Спустя год вновь стал игроком АИКа, в составе которого стал победителем чемпионата и обладателем Кубка Швеции. В феврале 2010 года подписал новый двухлетний контракт с клубом.
Летом 2010 года, вместе с одноклубником по АИКу Бояном Джорджичем, перешёл в венгерский «Видеотон». Спустя полгода Кайонго-Мутумба вернулся в АИК, где играл на протяжении следующих трёх сезонов. Вместе с командой участвовал в групповом этапе Лиги Европы 2012/13. В начале 2014 года перешёл в турецкий «Ризеспор», но не сыграв в течение полугода ни одного матча присоединился «Ордуспору». В начале 2015 года подписал контракт с иранским клубом «Рах Ахан». После этого вернулся в Швецию, где выступал за «Броммапойкарну» и «Эргрюте». Завершил карьеру игрока в 2018 году в составе команды «Сюрианска».
После завершения карьеры игрока являлся скаутом в АИКе.

## Карьера в сборной
Дебютировал в составе сборной Уганды 3 июня 2012 года в матче квалификации на чемпионат мира 2014 против Анголы (1:1). Всего в отборочном турнире на чемпионат мира 2014 провёл пять матчей. В последний раз в футболке сборной Уганды выступал 18 мая 2014 года в матче отбора на Кубок африканских наций 2015 против Мадагаскара (1:2).

## Достижения
АИК
- Чемпион Швеции: 2009
- Серебряный призёр чемпионата Швеции (2): 2011, 2013
- Обладатель Кубка Швеции: 2009
- Обладатель Суперкубка Швеции: 2010